# Nicholas Katzenbach
Nicholas Katzenbach   (Filadèlfia, 17 de gener de 1922 - Skillman, 8 de maig de 2012) fou un polític i advocat estatunidenc que serví com a fiscal general dels Estats Units durant l'administració del president Lyndon B. Johnson.